# Eupelmus elongatus
Eupelmus elongatus är en stekelart som beskrevs av Jean Risbec 1951. Eupelmus elongatus ingår i släktet Eupelmus och familjen hoppglanssteklar.
Artens utbredningsområde är Senegal. Inga underarter finns listade i Catalogue of Life.